# Twilight sága: Nový měsíc
Twilight sága: Nový měsíc je americký romantický fantasy thriller z roku 2009. Jde o filmovou podobu knihy Nový měsíc, druhého dílu ságy Stmívání od Stephenie Meyerové.
Summit Entertaiment se rozhodl změnit režiséra a oním „vyvoleným“ se stal Chris Weitz. Česká premiéra byla 26. listopadu 2009. Film drží světový rekord v tržbě za první den od uvedení.

## Obsazení
Uvedeny jsou pouze nové postavy, představitelé postav z minulého dílu se nezměnili.
| Chaske Spencer        | Sam Uley         |
| Tinsel Korey          | Emily Young      |
| Bronson Pelletier     | Jared            |
| Alex Meraz            | Paul             |
| Kiowa Gordon          | Embry Call       |
| Tyson Houseman        | Quil Ateara      |
| Graham Greene         | Harry Clearwater |
| Michael Sheen         | Aro              |
| Christopher Heyerdahl | Marcus           |
| Jamie Campbell Bower  | Caius            |
| Dakota Fanning        | Jane             |
| Cameron Bright        | Alec             |
| Charlie Bewley        | Demetri          |
| Daniel Cudmore        | Felix            |
| Noot Seear            | Heidi            |
| Justine Wachsberger   | Gianna           |